# Kępiński (krater księżycowy)
Kępiński – krater na powierzchni Księżyca o średnicy 31 km, położony na 28,8° szerokości północnej i 126,6° długości wschodniej.
Decyzją Międzynarodowej Unii Astronomicznej w 1979 roku został nazwany nazwiskiem polskiego astronoma Felicjana Kępińskiego.